# Göggingen (Württemberg)
Göggingen ist eine Ortschaft sowie eine Gemeinde in Baden-Württemberg und gehört zum Ostalbkreis.

## Geographie

### Geographische Lage
Göggingen liegt im Vorland der östlichen Schwäbischen Alb am Südrand der Frickenhofer Höhe oberhalb der Lein, einem kleinen Nebenfluss des Kochers, etwa 10 km nordöstlich von Schwäbisch Gmünd.

### Nachbargemeinden
Die Gemeinde grenzt im Norden an Eschach, im Osten an Schechingen und Heuchlingen, im Süden an Iggingen und Leinzell und im Westen an Täferrot.

### Gemeindegliederung
Zur Gemeinde Göggingen gehören das Dorf Göggingen, die Weiler Horn und Mulfingen und die Höfe Kleemeisterei, Mühle, Mühlhölzle und Pfaffenhäusle sowie die abgegangenen Siedlungen Burg Göggingen, Hof Slot und Ostdorf.

### Flächenaufteilung
Nach Daten des Statistischen Landesamtes, Stand 2014.

## Geschichte

### Göggingen
Erstmals erwähnt wurde Göggingen im 13. Jahrhundert. Das Kloster Lorch, das Kloster Gotteszell, die Fürstpropstei Ellwangen und die Reichsstadt Schwäbisch Gmünd hatten hier Ländereien und Güter. Zu Beginn des 19. Jahrhunderts fiel der Ort an das Königreich Württemberg und wurde dem Oberamt Gmünd zugeordnet. Bei der Kreisreform während der NS-Zeit in Württemberg gelangte der Ort 1938 zum Landkreis Schwäbisch Gmünd. Bis zum Ende des Zweiten Weltkrieges war Göggingen fast ausschließlich landwirtschaftlich orientiert. Da das Dorf nach Kriegsende Teil der Amerikanischen Besatzungszone geworden war, gehörte es somit seit 1945 zum neu gegründeten Land Württemberg-Baden, das 1952 im jetzigen Bundesland Baden-Württemberg aufging. Im Zuge der Kreisreform von  1973 kam die Gemeinde zum neuen Ostalbkreis.
Im Zusammenhang mit dem Gemeindejubiläum von Leinzell tauchte eine urkundliche Erwähnung von Göggingen auf. Dieser zufolge kann die Entstehung von Göggingen auf das Jahr 1265 datiert werden.

### Horn und Mulfingen

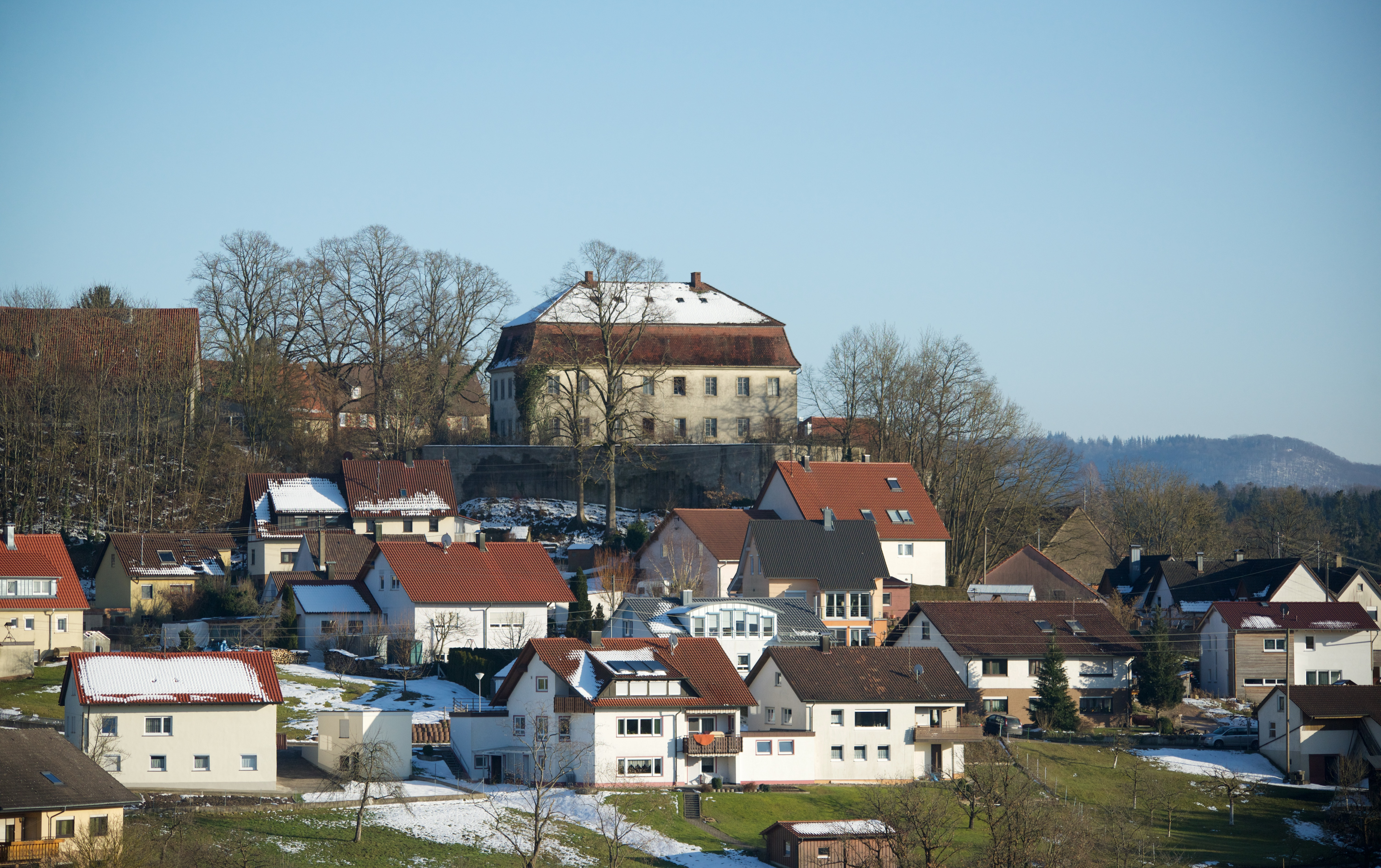
Schloss und Teilort Horn

Zu Göggingen gehören die Teilorte Horn und Mulfingen.
In Horn steht ein 1762 auf den Ruinen einer historischen Burganlage fertiggestelltes Schloss. Die Burg war im 14. Jahrhundert im Besitz der Familie Alfingen, seit 1486 gehörte sie den Herren von Horkheim. 1806 ging sie in den Besitz Württembergs.
Mulfingen ist älter als Göggingen und wurde bereits 783 als Muniolfinga erwähnt.

## Politik

### Verwaltungsverband
Die Gemeinde ist Mitglied des Gemeindeverwaltungsverbands Leintal-Frickenhofer Höhe mit Sitz in Leinzell.

### Bürgermeister
Bürgermeister ist seit dem 1. September 2021 Danny Kuhl.

### Wappen
Blasonierung: In gespaltenem Schild vorne in Gold ein blaues Schwert, hinten in Blau ein goldener Abtsstab.
Das Schwert im Wappen bezieht sich auf den ehemaligen Besitz des Ortsadels von Göggingen sowie verschiedener anderer ritterlicher Geschlechter, während der Abtsstab auf die geistlichen Besitzer des Dorfes hinweist, vornehmlich auf das Kloster Lorch.
Die Gemeindeflagge ist Blau-Gelb.
Das Wappen wurde 1922 von der Gemeinde in Zusammenarbeit mit der Archivdirektion Stuttgart festgelegt. Die Flagge wurde am 18. Februar 1981 vom Landratsamt Ostalbkreis verliehen.

## Kultur und Sehenswürdigkeiten

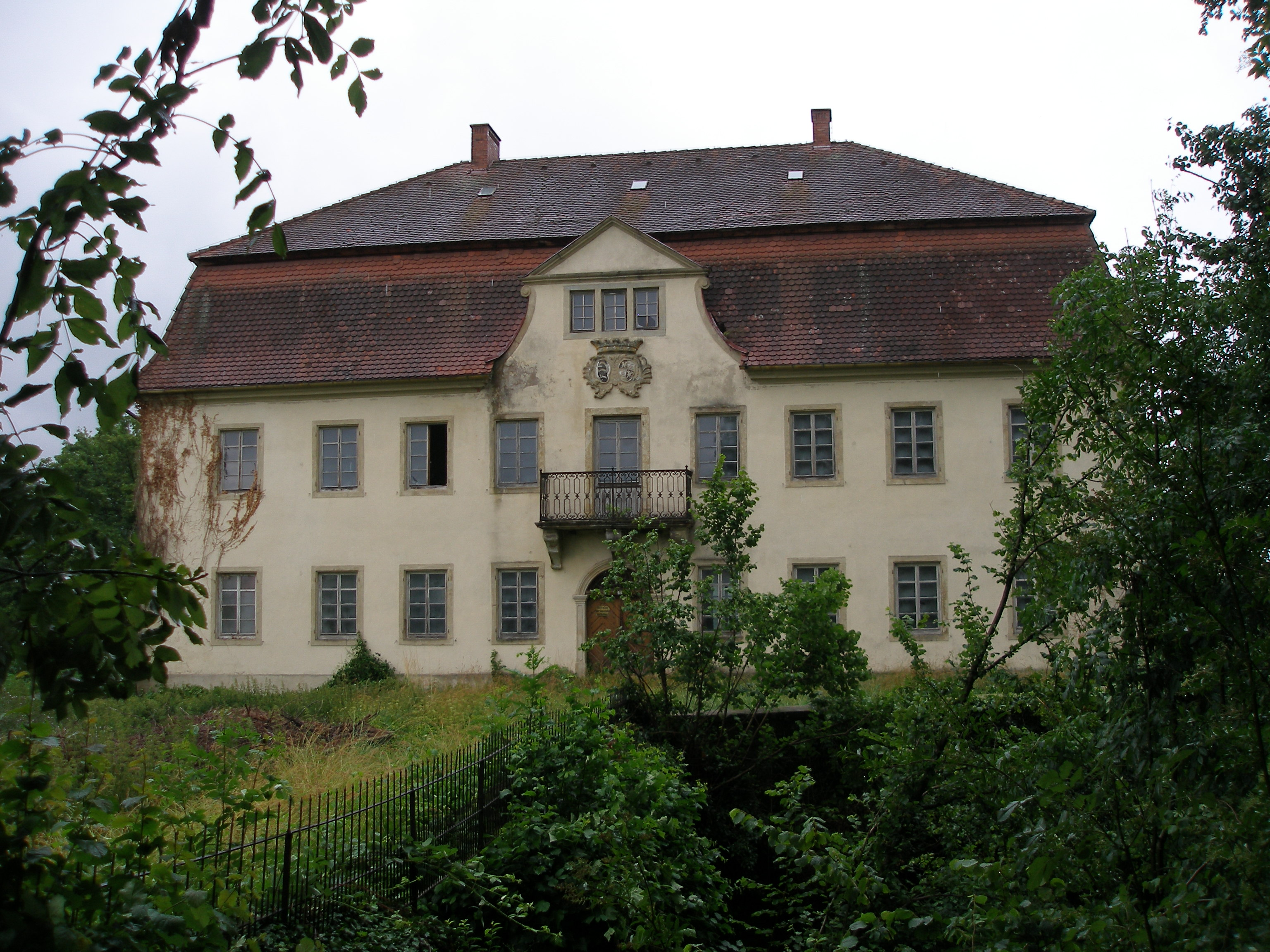
Schloss Horn im gleichnamigen Gögginger Teilort

### Bauwerke
- Schloss Horn, in der Teilgemeinde Horn, einem ehemaligen Rittergut. Das Schloss stammt aus der Mitte des 18. Jahrhunderts.
- Die katholische Kirche St. Nikolaus wurde in der zweiten Hälfte des 15. Jahrhunderts errichtet. Der Turm diente einst als Wehrturm. Im Jahre 1971 erhielt die Kirche neue Glasfenster, die von der Künstlerin Gudrun Müsse-Florin hergestellt wurden.

### Naturdenkmäler
- Westlich von Göggingen liegt ein kleiner Stausee, das Hochwasserrückhaltebecken Götzenbach, auch Götzenbachsee genannt. Östlich des Sees liegt ein Irrgarten.
- Unterhalb des Teilortes Horn liegt das Hochwasserrückhaltebecken Federbach. Über die Dammkrone des Stausees führt die Gemeinde-Verbindungsstraße Horn–Göggingen.

## Persönlichkeiten

### Söhne und Töchter der Gemeinde
- Anselm Reichlin von Meldegg (1679–1747), geboren  auf Schloss Horn als Johann Christoph Wilhelm Reichlin von Meldegg, von 1728 bis 1747 Fürstabt im Fürststift Kempten
- Leonard A. Wilf (* 1947), Miteigentümer der Minnesota Vikings